# جوناثان بينار
جوناثان بينار (بالإنجليزية: Jonathan Pienaar)‏ هو ممثل جنوب أفريقي، ولد في 16 سبتمبر 1962.

## وصلات خارجية
- جوناثان بينار على موقع IMDb (الإنجليزية)
- جوناثان بينار على موقع قاعدة بيانات الفيلم (الإنجليزية)